# Guido Tarlati

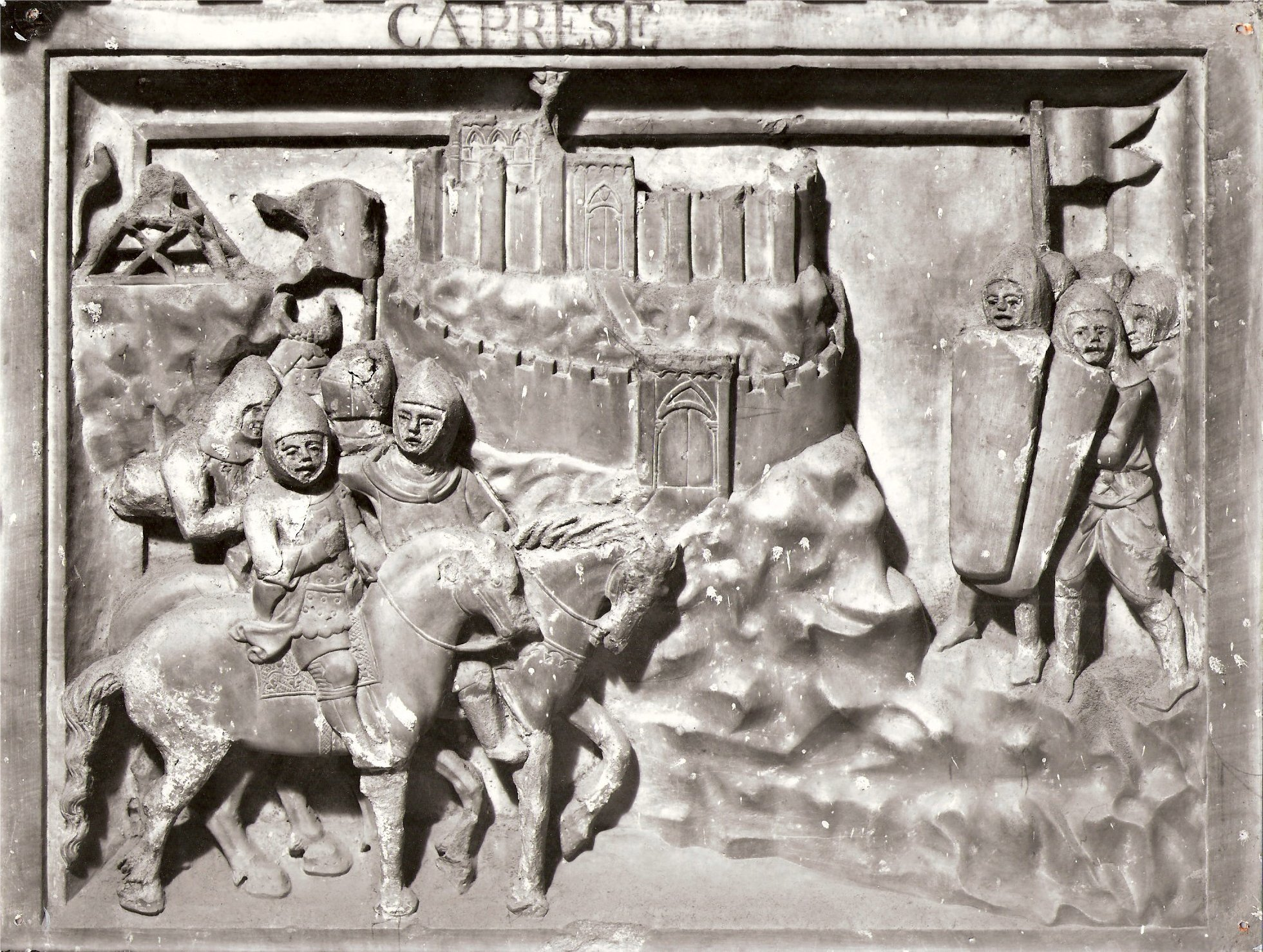
Détail de son tombeau à la cathédrale San Donato (Arezzo) par Agostino di Giovanni et Agnolo di Ventura (1330)

Gui de Tarlat (? - Montenero près de Livourne, 21 octobre 1327), issu de la noble famille gibeline des Tarlati di Pietramala, est un religieux catholique de l'ordre de Olivétains, qui fut évêque d'Arezzo et dernier prince de la cité.

## Biographie
Gui de Tarlat était issu d'une famille influente attachée au clan des Gibelins, opposés aux prétentions de la Papauté sur le Saint-Empire romain germanique.
Nommé évêque par le pape Clément V à Avignon en 1312, Guido Tarlati fut nommé également chanoine de la cathédrale San Donato d'Arezzo.
Gui de Tarlat s'impose rapidement comme le chef des Gibelins de Toscane, ce qui lui vaut d'être déposé par le Pape Jean XXII en avril 1322,. L'opposition entre Sienne et Florence étant suspendue, il usa de diplomatie pour obtenir l'autonomie de la ville et pour cela il  appuya Uguccione della Faggiuola, seigneur de Pise et de Lucques, qui réussit à vaincre la coalition menée par les Florentins à la bataille de Montecatini en 1315. Gui s’opposa aussi à la famille guelfe des Guidi de Romena en leur prenant de nombreux châteaux, en particulier celui de  Caprese en 1324 après un long siège.

Mais en 1323, il s'empare de la souveraineté d'Arezzo et envahit peu après Citta di Castello, qu'il soumet aux Gibelins, avec l'aide de Francesco I Ordelaffi. Le Pape lui ordonne par deux fois de rendre la ville mais Gui refuse. En réponse, Jean XXII crée un nouvel évêché à Cortone, ville située dans le diocèse d'Arezzo, en juin 1325. Il veut ainsi diminuer la puissance de celui-ci, et c'est Bofo Ubertin, noble d'une famille puissante, qui en sera nommé évêque par le Pape en janvier 1326.
Le Pape Jean XXII excommunie Gui de Tarlat, et c'est un de ses légats, Jean des Urfains, qui prononce la sentence d'excommunication à Florence en juin 1326. Gui de Tarlat est « excommunié, privé de tout droit épiscopal, spirituel, temporel ».	
Mais le Roi de Naples, Robert, avait envoyé des soldats soutenir les Guelfes et la cause papale. Inquiet, les Gibelins et Gui demandent l'aide de Louis IV du Saint Empire romain germanique. Ce dernier tient une diète à Trente en février 1327 devant les chefs des Gibelins et fait condamner Jean XXII comme hérétique. Le 31 mai 1327, c'est Gui de Tarlat qui couronne avec d'autres évêques excommuniés Louis IV à Milan . L'archevêque de la ville s'était absenté pour ne pas participer à la cérémonie, étant attaché à la souveraineté papale.
Mais Gui de Tarlant perd la confiance de l'Empereur. Il se voit confier des troupes pour assiéger Florence mais n'arrive pas à temps et se voit accusé de trahison par les autres chefs Gibelins. Profondément meurtri, il meurt de chagrin en octobre 1327 à Montenero (aujourd'hui une commune rattachée à la ville de Livourne). Avant sa mort, il regretta de s'être opposé au Pape, se repentit et accusa Louis d'hérésie.
En 1330, un cénotaphe (it) monumental de Agostino da Siena et Angelo da Siena lui est consacré à la cathédrale d'Arezzo.
Le polyptyque Tarlati de Pietro Lorenzetti du maître-autel de l'église Santa Maria della Pieve lui est dédié également.

## Sources
- (it) Cet article est partiellement ou en totalité issu de l’article de Wikipédia en italien intitulé « Guido Tarlati » (voir la liste des auteurs).